# Riccardia spectabilis
Riccardia spectabilis là một loài rêu trong họ Aneuraceae. Loài này được Stephani A. Evans mô tả khoa học đầu tiên năm 1921.